# A State of Mind
Pour les articles homonymes, voir ASM.
A State of Mind (ASM) est un collectif de hip-hop britannique, originaire du Canada, d'Allemagne et d'Angleterre. Les influences vont du funk au hip-hop en passant par le reggae.

## Biographie
A State of Mind (ASM) se forme en 2007. Les membres, appartenant au même lycée et passionnés de culture hip-hop, se lancent dans la musique. La même année, le groupe sort son premier EP Pre-Emptive Nostalgia. En mars 2008 sort au Japon un deuxième EP Cosmic Flavour.
ASM travaille à plusieurs reprises avec le DJ français Wax Tailor. Le premier titre naissant de cette collaboration est Positively Inclined, puis il y a Say Yes et enfin Guaranteed, disponible sur les albums Hope and Sorrow et In the Mood for Life de Wax Tailor, et sur Platypus Funk de ASM.
En 2010 sort l'album Platypus Funk. S'y retrouvent de nombreux invités tels que Wax Tailor, DJ Vadim et Bonobo (figures anglaises du hip-hop expérimental et icône des labels indépendants Tru Thoughts et Ninja Tune), ou encore Sadat X (du groupe Brand Nubian), Wildchild (signé chez Stones Throw), Kidkanevil (FirstWord), et Mr Mattic (The Others). Le design de l'album est signé par Tenas Clément Boghossian. Pierre Jampy, Mathieu Foucher ou encore David Sedlaczek participent à certaines vidéos liées à l'album.  Leur troisième album Crown Yard est publié le 31 octobre 2011. À la fin de 2011, le groupe publie un premier extrait clippé de son troisième album, Splice The Mainbrace. En 2012, ils collaborent à nouveau le temps d'un titre avec Wax et Mr Mattic, le MC du groupe de rap The Others. Magic Numbers parait ainsi sur le quatrième album studio de Wax Tailor, Dusty Rainbow from the Dark.
En 2015, le groupe publie son album studio The Jade Amulet.
En 2019, le groupe publie son album Color Wheel.

## Membres
Le groupe est principalement composé de Green T, FP et Fade. Ils sont accompagnés en studio et sur scène par Ludivine Issambourg, flûtiste, Marco Bernardis, Paul Burton et Mike Davis (saxophoniste, tromboniste et trompettiste des 6ix Toys) mais aussi les Rice Krispies : le saxophoniste Romain Alary, le tromboniste Geoffroy de Schuyter et le trompettiste Alex Herichon.
- Green T - chant, rimes
- Funk.E Poet - chant et rimes
- Fade aka Rhino - production, live MPC, DJ